# Leuctra hexacantha
Leuctra hexacantha is een steenvlieg uit de familie naaldsteenvliegen (Leuctridae). De wetenschappelijke naam van de soort is voor het eerst geldig gepubliceerd in 1940 door Despax.